# 룩셈부르크 공자 세바스티앙
룩셈부르크 공자 세바스티앙(Prince Sébastien of Luxembourg, Prince of Bourbon-Parma and Prince of Nassau, 1992년 4월 16일 ~ )는 룩셈부르크 대공 앙리와 룩셈부르크 대공비 마리아 테레사 사이에서 다섯째이자 막내로 태어났다.
세바스티앙 공자에게는 대공세자 기욤, 펠릭스 공자, 루이 공자, 알렉상드라 공녀 등 4남매가 있다. 세바스티앙 공자는 현재 가장 나이가 많은 세 명의 형, 누나, 자녀에 이어 여덟 번째다.